# Eckhard Jensen
Eckhard Jensen (* 11. Mai 1938) ist ein ehemaliger deutscher Fußballschiedsrichter.

## Leben
1949 wurde Jensen Mitglied des TSV Lütjenburg. Ab 1958 war er als Schiedsrichter tätig. Er wurde ab 1960 in der Landesliga eingesetzt und 1970 in die Schiedsrichterliste des DFB aufgenommen. Jensen war Schiedsrichter in der Fußball-Bundesliga (24 geleitete Spiele zwischen 1975 und 1978) sowie in der 2. Fußball-Bundesliga (25 geleitete Spiele zwischen 1974 und 1978). Ende August 1981 kam er noch einmal als Linienrichter in einem Bundesliga-Spiel zum Einsatz, als Jensen der Begegnung Hamburger SV – 1. FC Köln im Volksparkstadion als Zuschauer beiwohnte und einsprang, als nach dem verletzungsbedingten Ausscheiden von Schiedsrichter Robert Walz per Lautsprecherdurchsage ein Linienrichter gesucht wurde.
Jensen war Bürgermeister von Schönkirchen und von 2007 bis Juli 2018 Amtsvorsteher des Amtes Schrevenborn.
Er wurde 2019 nach 70 Jahren Vereinszugehörigkeit zum Ehrenmitglied des TSV Lütjenburg ernannt.